# Цимзе, Янис
Я́нис Ци́мзе (1814, Лифляндская губерния — 1881, Валка, Лифляндская губерния) — латышский хоровой дирижёр, композитор и педагог, основоположник латышской хоровой музыки.

## Биография
Родился 21 июня (3 июля) 1814 года в Венденском уезде Лифляндской губернии — в имении Симзе, в семье управляющего поместьем. Начальное образование получил в Раунской школе, которую закончил в 1830 году. Работал домашним учителем в Рауне и Смилтене, с 1833 преподавал в приходской школе в Вольмаре. Осенью 1835 года был направлен на учёбу в учительскую семинарию в Вайсенфельсе, изучал опыт народных школ в Швейцарии и Австрии, готовясь к созданию такой же семинарии в Валмиере. Семинарские курсы окончил в 1838 году, получил дополнительное образование на курсах по дидактике и математике у Ф. А. Дистервега.
В эти же годы начал серьёзно учиться игре на скрипке, интересовался вопросами народной музыки. Обучался немецкому фольклору и музыке у педагога Людвига Эрка.
С 1839 года руководил учительской семинарией в Вольмаре, а с 1853 года до своей смерти — в Валке. Это было первое учебное заведение для подготовки латышских учителей для приходских школ. Несмотря на то, что семинария Цимзе считалась латышским учебным заведением и готовила учителей для латышского народа, участники Атмоды (в том числе К.Бауманис и А.Кронвальд) впоследствии упрекали директора семинарии в недостатке национального самосознания.
Цимзе уделял особое внимание развитию музыкальных способностей, главным образом посредством хорового пения. Его опыт положил начало распространению детских и народных хоров, традиции хоровых праздников. Автор первых обработок латышских народных мелодий для 4-голосных мужских и смешанных хоров (всего обработал около 350 песен). Многие из обработок Цимзе сохраняются поныне в репертуаре хоров.
Начиная с 1872 года, издал несколько сборников народных песен.
Янис Цимзе скончался 10 (22) октября 1881 года в Валке и был похоронен на кладбище Лугажской общины (ныне кладбище Цимзес), где ему установлен памятник.

## Семья
Брат — композитор Давид Цимзе.
Супруга — дочь старшины Рижской большой гильдии Луиза Молин. Свадьба состоялась в 1849 году, в браке родилось четверо детей. Девочки Анна, Луиза, Иоанна, выжили, единственный мальчик Эмиль-Карлис умер в возрасте нескольких недель. Через семь лет после замужества, в 1856 году, умерла и Луиза.

## Память
В 1932 году имя Яниса Цимзе было присвоено новой улице в Риге. Улицы, названные в честь Я. Цимзе, есть также в Валке и в Валмиере.
В 2014 году в Латвии широко отмечалось 200-летие Яниса Цимзе. 1 апреля 2014 года в Цесисе была открыта выставка «Янис Цимзе в Видземе и Европе», на которой были представлены старинные документы и фотографии.
31 мая 2014 года города-близнецы Валка и Валга провели совместный международный певческий праздник «Код Цимзе», посвящённый 200-летию Яниса Цимзе. Во время праздника состоялась премьера оратории «Ante Lucem» эстонского композитора Рене Ээспере, посвящённой Цимзе. Всего в празднике приняли участие почти 2000 певцов из Эстонии и Латвии.